# Île de Villennes
L’île de Villennes est une île de la Seine, longue de deux kilomètres environ, située dans les Yvelines entre Villennes-sur-Seine et Carrières-sous-Poissy. Elle est rattachée administrativement à la commune de Villennes-sur-Seine. Cette île est reliée à la rive gauche (côté Villennes) par un pont routier.

## Historique
Anciennement utilisée comme terres de pâturage pour les vaches, l'île de Villennes a connu un développement urbanistique au cours du XXe siècle, à partir de 1912 . Une carte datant de cette année-là montre une distribution régulière de lotissements sous la forme de jardins de lotissement, destinés à une clientèle de capital économique supérieur. Certains jardins sont dessinés à la française, de manière plus géométrique, et d'autres à l'anglaise, sous une distribution plus variée. Ils comportent généralement des aires dégagées autour des maisons, ainsi que des zones arborées, et parfois des bâtiments accessoires comme des maisons de gardien, piscines, etc.
Dans les années 1930, le développement immobilier des lotissements s'est accentué, et l'île a accueilli des nombreuses personnalités, qui habitaient des villas luxueuses en meulière au bord de la Seine. Les constructions se sont échelonnées jusqu'à la fin du XXe siècle. Aujourd'hui, l’île a conservé un statut privé, d'usage principalement résidentiel. Cependant, selon François Gourdon (ancien maire de la Commune), un changement s'est opéré au cours des années 1980, quand des cadres se sont installés sur l'île, auparavant réservée aux grandes fortunes. Elle est parfois considérée comme une gated community.